# Lliga beninesa de futbol
La lliga beninesa de futbol, anomenada en francès Championnat National du Bénin, és la màxima competició futbolística de Benín. Fou creada l'any 1969. Se celebra de gener a agost.

## Equips temporada 2021-22
Grup A
- Béké FC de Bembèrèkè (Bembèrèkè)
- Buffles du Borgou FC (Parakou)
- Cavaliers FC (Nikki)
- Damissa FC (Nikki)
- Dynamique Djougou (Djougou)
- Dynamo Parakou (Parakou)
- Real Sport de Parakou FC (Parakou)
- Panthères FC (Djougou)
- Takunnin FC (Kandi)

Grup B
- Dadje FC d'Aplahoué (Aplahoué)
- Dynamo Abomey FC (Abomey)
- Energie FC (Sèmè-Kpodji)
- FC Loto (Sakété)
- Espoir FC (Savalou)
- Hodio FC (Comè)
- Soleil FC (Cotonou)
- Tonnerre d'Abomey FC (Bohicon)
- US Baboni (Parakou)

Grup C
- Ajijas Cotonou (Cotonou)
- AS Cotonou (Cotonou)
- ASPAC FC (Cotonou)
- AS Police FC (Porto-Novo)
- Coton FC de Ouidah (Ouidah)
- Eternel (Cotonou)
- Requins de l'Atlantique FC (Cotonou)
- Sitatunga FC (Abomey-Calavi)
- UPI-ONM FC (Cotonou)

Grup D
- AS Dragons FC de l'Ouémé (Porto-Novo)
- AS Sobemap Sport (Porto-Novo)
- ASVO FC (Porto-Novo)
- ASOS (Porto-Novo)
- Avrankou Omnisport FC (Avrankou)
- Ayema (Sèmè-Kpodji)
- Djèffa FC (Sèmè-Kpodji)
- JA Cotonou (Cotonou)
- JS Pobè (Pobè)

## Historial
Font:
- 1969:  FAD Cotonou (1)
- 1970:  AS Porto-Novo (1)
- 1971:  AS Cotonou (1)
- 1972:  AS Porto-Novo (2)
- 1973:  AS Porto-Novo (3)
- 1974:  Etoile Sportive Porto-Novo (1)
- 1975-77: no es disputà
- 1978:  AS Dragons FC de l'Ouémé (1)
- 1979:  AS Dragons FC de l'Ouémé (2)
- 1980:  Buffles du Borgou FC (1)
- 1981:  Ajijas Cotonou (1)
- 1982:  AS Dragons FC de l'Ouémé (3)
- 1983:  AS Dragons FC de l'Ouémé (4)
- 1984:  Lions de l'Atakory (1)
- 1985:  Requins de l'Atlantique FC (1)
- 1986:  AS Dragons FC de l'Ouémé (5)
- 1987:  Requins de l'Atlantique FC (2)
- 1988: no es disputà
- 1989:  AS Dragons FC de l'Ouémé (6)
- 1990:  Requins de l'Atlantique FC (3)
- 1991:  Postel Sport FC (1)
- 1992:  Buffles du Borgou FC (2)
- 1993:  AS Dragons FC de l'Ouémé (7)
- 1994:  AS Dragons FC de l'Ouémé (8)
- 1995:  Toffa Cotonou (1)
- 1996:  Mogas 90 FC (1)
- 1997:  Mogas 90 FC (2)
- 1998:  AS Dragons FC de l'Ouémé (9)
- 1999:  AS Dragons FC de l'Ouémé (10)
- 2000-01: no es disputà campionat oficial
- 2001-02:  AS Dragons FC de l'Ouémé (11)
- 2003:  AS Dragons FC de l'Ouémé (12)
- 2004: abandonat
- 2005-06:  Mogas 90 FC (3)
- 2007:  Tonnerre d'Abomey FC (1)
- 2008-09: declarat invàlid
- 2009-10:  ASPAC FC (1)
- 2010-11: abandonat
- 2011-12:  ASPAC FC (2)
- 2012-13:  Jeunesse Ath. du Plateau (1)
- 2013-14:  Buffles du Borgou FC (3)
- 2014-15: abandonat
- 2016: abandonat
- 2017:  Buffles du Borgou FC (4)
- 2018-19:  Buffles du Borgou FC (5)
- 2019-20: cancel·lat[2]
- 2020-21:  Loto-Popo FC (1)[3]
- 2021-22:  Coton Sport Ouidah (1)
- 2022-23:  Coton Sport Ouidah (2)
- 2023-24:  Coton Sport Ouidah (3)
- 2024-25: Dadjè FC (1)